# Can Pujató (Arbúcies)
Can Pujató és una masia d'Arbúcies (Selva) inclosa a l'Inventari del Patrimoni Arquitectònic de Catalunya.

## Descripció
Can Pujató és una masia recentment restaurada que manté la fesomia bàsica d'una construcció del segle xix. Es tracta d'un edifici amb planta baixa i dos pisos, coberta a dues aigües de pedra de pissarra, refeta l'any 1981, i envoltat d'una finca ballada, ajardinada i molt ben cuidada.
Destaca el cos de la solana afegit pel costat de ponent. A la façana principal veiem una porta d'arc rebaixat i les obertures són totes quadrangulars amb llinda monolítica. Les finestres de la planta noble donen a una balconada correguda, de ferro forjat, mentre que una de les façanes laterals mostra una important galeria d'arcades de mig punt. En una llinda d'una finestra de la façana lateral dreta, hi ha la inscripció de la data de 1667. Aquesta llinda es trobà a pocs metres de la casa, abans de fer la reconstrucció i es recol·locà en aquesta part que el més probable és que no fos el seu lloc d'origen. Hi ha però, altres inscripcions com la de la dovella de la porta principal de ?8?4, o un finestral del segon pis amb data de 1760.
A la part posterior hi ha un cos adossat que corresponia a la masoveria, que actualment és el garatge. Les obertures són diferents a les originals i s'han fet segons les noves necessitats, però segueixen l'estil que hi ha en tota la casa, envoltades amb pedra monolítica.
D'un extrem de l'edifici en surt un mur baix que delimita el pati, amb una entrada amb porta de ferro, flanquejada per dues pilastres. Hi ha una altra entrada a uns metres de la casa amb un mur que segueix el camí forestal i limita la finca de Can Pujató.

## Història
La primera notícia històrica del mas és de 1343. Més endavant apareix en els fogatges de la Batllia de n'Orri de 1497 i 1515.
En la presa de possessió del vescomtat de Cabrera de l'any 1527 per l'almirall Federique Henríquez ens apareix un tal Bernat Pujató d'Arbúcies. Documentada en el Cadastre de 1743 i de 1800, i seguidament en el llistat de les cases de pagès del rector de la parròquia del 1826. També ens apareix en el mapa de Juli Serra de 1890.
En el padró de 1883 s'esmenta la família de masovers que viu a Can Pujató, formada per set membres. En el padró de 1940 apareixen tres famílies, la dels amos de quatre persones, i dues de masovers una de quatre i altra de tres membres.
Antigament en aquesta casa hi havia hagut un oratori dedicat a la Mare de Déu dels àngels. Posteriorment, durant la guerra s'hi va instal·lar un cuartel.